# Cerealis z Castellum
Cerealis z Castellum (V/VI wiek) – biskup Castellum w Afryce, przeciwnik arianizmu. W 480 roku toczył dysputę z ariańskim biskupem Maksyminem, na temat bóstwa Chrystusa i Ducha Świętego. Przebieg tej polemiki zapisał w Książeczce przeciw Maksyminowi arianinowi. W roku 484 wziął udział w dyskusji z biskupami ariańskimi, wezwanymi do Kartaginy przez Huneryka, króla Wandalów.